# Holte Station
Holte Station er en jernbanestation i Holte nær København. Stationen bliver betjent af S-tog på Nordbanen. Selve stationen består af tre spor med to perroner imellem, idet det midterste spor ligger mellem de to perroner. Det midterste spor benyttes af tog med endestation i Holte, der også har forskellige opstillingsspor til rådighed. De to yderste spor benyttes af tog til og fra Hillerød.

## Busterminal
Busterminalen består af fire stoppesteder:
- 184 mod Nørreport st.
- 193 mod Vedbæk st. via Trørød; 195 mod Vedbæk st. via Nærum; 199 mod Vedbæk st. via Gammel Holtegård
- 191 mod Lyngby st. via Furesøkvarteret
- 334 mod Stenløse st.; 354 mod Nivå st.; 385 mod Allerød st.

På Vejlesøvej på den modsatte side af stationen holder:
- 190 mod Lyngby st. via DTU
- 190 mod Lyngby st. via Paradiskvarteret

## Galleri
- Perronerne.
- En del af perronerne er overdækkede.
- Trappehus mellem perron og perrontunnel.
- Indgang fra Vejlesøvej.
- Stationsbygningen.
- Busterminalen i 2016 med de daværende linje 197 og 170.

## Antal rejsende
Ifølge Østtællingen var udviklingen i antallet af dagligt afrejsende med S-tog:
| År   | Antal | År   | Antal | År   | Antal | År   | Antal |
| ---- | ----- | ---- | ----- | ---- | ----- | ---- | ----- |
| 1957 | -     | 1974 | 5.273 | 1991 | 4.801 | 2001 | 3.946 |
| 1960 | -     | 1975 | 4.570 | 1992 | 4.544 | 2002 | 3.547 |
| 1962 | -     | 1977 | 4.097 | 1993 | 4.866 | 2003 | 3.821 |
| 1964 | -     | 1979 | 5.076 | 1995 | 4.314 | 2004 | 3.798 |
| 1966 | -     | 1981 | 5.420 | 1996 | 4.328 | 2005 | 3.709 |
| 1968 | 4.511 | 1984 | 5.212 | 1997 | 4.296 | 2006 | 3.410 |
| 1970 | 5.013 | 1987 | 4.930 | 1998 | 4.354 | 2007 | 3.661 |
| 1972 | 5.321 | 1990 | 4.603 | 2000 | 4.074 | 2008 | 3.695 |